# Œuilly (Marne)
Œuilly é uma comuna francesa na região administrativa do Grande Leste, no departamento de Marne. Estende-se por uma área de 9.3 km², e possui 648 habitantes, segundo o censo de 2018, com uma densidade de 70 hab/km².